# Goeldia nigra
Espèce
Synonymes
- Aebutina nigra Mello-Leitão, 1917

Goeldia nigra est une espèce d'araignées aranéomorphes de la famille des Titanoecidae.

## Distribution
Cette espèce se rencontre au Brésil et en Argentine.

## Description
La femelle holotype mesure 6 mm
Le mâle décrit par Almeida-Silva et Brescovit en 2024 mesure 6,50 mm et la femelle 4,1 mm, les mâles mesurent de 4,75 à 6,50 mm et les femelles de 4,1 à 5,7 mm.

## Systématique et taxinomie
Cette espèce a été décrite sous le protonyme Aebutina nigra par Mello-Leitão en 1917. Elle est placée dans le genre Goeldia par Lehtinen en 1967.

## Publication originale
- Mello-Leitão, 1917 : « Notas arachnologicas. 5, Especies novas ou pouco conhecidas do Brasil. » Broteria, Série Zoológica, vol. 15, p. 74-102.